# Flavigny-le-Grand-et-Beaurain
Flavigny-le-Grand-et-Beaurain è un comune francese di 474 abitanti situato nel dipartimento dell'Aisne della regione dell'Alta Francia.

## Società

### Evoluzione demografica
Abitanti censiti